# صلاح البنعلي
صلاح محمد البنعلي (ولد في 8 يوليو 1998) لاعب كرة قدم سعودي و يلعب في الظهير الأيسر و يلعب حالياً مع نادي جدة السعودي.

## مسيرة اللاعب
مثل نادي الاتفاق في الفئات السنية و لعب بعدها مع نادي الجبيل ونادي السد ونادي الباطن ونادي الخلود ونادي جدة.